# 확장팩
확장팩(擴張~, 영어: expansion pack)은 컴퓨터 게임 등에서 사용되는 용어로, 새로운 스테이지나, 밸런스 변경 등 게임 본편의 기능보다 더 추가된 것을 말한다. 컴퓨터 게임에서의 확장팩은 게임 회사에서 부가기능을 추가해서 판매하는 것으로, 일반 유저가 제작에 참여한 모드와 다르다고 할 수 있다.
확장팩은 기존 롤플레잉 게임, 탁상용 게임, 비디오 게임, 수집 가능한 카드 게임 또는 미니어처 전쟁 게임에 추가된 것이다. 이러한 애드온은 일반적으로 이미 출시된 게임에 새로운 게임 영역, 무기, 개체, 캐릭터, 모험 또는 확장된 스토리를 추가한다.
보드 게임 확장은 일반적으로 원래 제작자가 설계하지만 비디오 게임 개발자는 때때로 확장 팩 개발을 타사에 계약하거나 확장 자체를 개발하도록 선택하거나 둘 다 수행할 수 있다.
보드 게임과 테이블톱 RPG는 1970년대부터 마케팅 확장의 일환이었을 수 있으며, 비디오 게임은 1980년대부터 확장팩을 출시해 왔으며 초기 사례로는 드래곤 슬레이어 게임인 재너두 시나리오 II와 소서리안이 있다.

## 같이 보기
- 모드 (비디오 게임)
- 한정판
- 다운로드 가능 콘텐츠